# NGC 2060
NGC 2060 là cụm sao mở trong Tinh vân Tarantula trong Đám mây Magellan Lớn, rất gần với cụm NGC 2070 lớn hơn chứa R136. Nó được phát hiện bởi John Herschel vào năm 1836. Đó là một quần tinh rải rác khoảng 10 triệu năm tuổi, trong một trong những tinh vân Tarantula của superbubbles hình thành bởi gió sao kết hợp của cụm hoặc bởi siêu tân tinh cũ.
NGC 2060 thường được sử dụng đồng nghĩa với tàn dư siêu tân tinh N157B  (30 Doradus B ) là một khu vực rộng lớn hơn về độ mờ nhạt và phát xạ vô tuyến mạnh. Siêu tân tinh xảy ra khoảng 5000 năm trước theo quan điểm của chúng tôi. Vào năm 1998, một pulsar (có tên là PSR J0537-6910) đã được phát hiện với chu kỳ quay rất nhanh là 16 mili giây và cùng tuổi với phần còn lại của siêu tân tinh. VFTS 102 là một siêu sao màu xanh chạy trốn được tìm thấy với NGC 2060, được đề xuất là bạn đồng hành của pulsar bị đẩy ra tại thời điểm vụ nổ siêu tân tinh.
NGC 2060 đã được xác định là một trong số ít các vị trí của các ngôi sao OVz, những ngôi sao có sức mạnh bất thường He II 468.6  nm hấp thụ chỉ thị của gió sao yếu và độ sáng tương đối thấp cho lớp. Những ngôi sao này được tìm thấy trong các cụm cực kỳ trẻ và được cho là giai đoạn rất sớm trong quá trình tiến hóa của những ngôi sao lớn nhất. Chúng cũng được tìm thấy trong cụm NGC 2070 đồ sộ hơn nhiều gần đó trong Tinh vân Tarantula.